# Tosun Paşa
Pour plus de détails, voir Fiche technique et Distribution.
Tosun Paşa (prononcé [to.'sun pɑ.'ʃɑ], en français Pacha Tosun) est un film turc de Kartal Tibet, sorti le 1er février 1976. Il est considéré comme un des grands classiques du cinéma turc.

## Synopsis
L'action se passe pendant la seconde moitié du XIXe siècle à Alexandrie, dans la province d'Égypte de l'Empire ottoman. Deux familles aristocratiques rivales, les Seferoğlu et les Tellioğlu, se disputent la Vallée verte (yeşil vadisi), une oasis au milieu du désert. L'arbitrage peut être réalisé par le préfet (vali) ottoman de la province, le puissant Daver Bey, qui a une fille à marier, Leyla. Celui-ci déclare qu'il est pour l'instant le seul maître légitime de la Vallée verte, et qu'il donnera celle-ci en dot quand il mariera sa fille. Les deux familles rivalisent alors de toute sorte de manières pour gagner le cœur de Leyla.
Lütfü, l’aîné des Tellioğlu, imagine un stratagème : il va faire passer son valet Şaban pour un prince ottoman puissant et célèbre, Tosun Paşa. L'objectif consistera à obtenir la main de Leyla pour Lütfü. Mais le valet Şaban, niais et maladroit, va avoir beaucoup de peine à remplir ce rôle. De plus, il tombe lui-même amoureux de Leyla. L'affaire devient de plus en plus confuse et compliquée, jusqu'à ce que le véritable Tosun Paşa, ayant appris que quelqu'un se fait passer pour lui, arrive précipitamment à Alexandrie pour démasquer l'imposture.

## Réception
La revue Sinema (tr) a classé Tosun Paşa 11e parmi « les 100 meilleurs films turcs de tous les temps ». Le ministère de la culture turc le classe 14e dans la liste des « 100 meilleurs films turcs de ces 100 dernières années ».
Le film a été traduit en chinois en 2015.
Le footballeur Cenk Tosun est parfois appelé Tosun Paşa dans la presse,.

## Distribution
- Kemal Sunal - Şaban / le faux Tosun Paşa
- Müjde Ar - Leyla
- Şener Şen - Lütfü
- Adile Naşit - Adile
- Ayşen Gruda - Zekiye
- Bilge Zobu - le notaire
- Günfer Feray - une fille Tellioğulu
- Zihni Göktay - Ruhi
- Ergin Orbey - Vehbi
- Oktar Durukan - le vrai Tosun Paşa
- Akil Öztuna - Akil (le père Tellioğlu)
- İhsan Bilse - Mülayim
- Tuncay Gürel - Bekir
- Oya Aydonat - une fille Tellioğlu
- Filiz Toprak - une fille Tellioğlu
- Sıtkı Akçatepe - Sıtkı (le père Seferoğlu)
- Hikmet Gül - Rukiye
- Cevdet Arıkan - Suphi
- Tevfik Şen - un Seferoğlu
- Ata Saka - un Seferoğlu
- Mete Sezer - Daver Bey
- Yasemin Esmergül - Dadı
- Arap Celal - Çığırtkan
- Akif Kilman - un Seferoğlu
- Ayten Erman - un Seferoğlu
- Nevin Güler - un Seferoğlu